# Армянковци
Армя́нковци (болг. Армянковци) — село в Болгарии. Находится в Габровской области, входит в общину Трявна. Население по последней переписи — 3 человека (2021).

## История
По первой после обретения Болгарией независимости переписи 1880 года село было учтено как колиба Арменковци общины Белица околии Тревна округа Тырново. По переписи 1887 года — колиба Армановци общины Беличане той же околии.
По переписи 1892 года в колибе Армянковци общины Беличене той же околии было 16 зданий. По переписи 1900 года в колибе околии Дреново было 20 зданий. По переписи 1905 года — также 20 зданий, а в 1910 году — 21 здание.
По переписи 1920 года в колибе общины Белица той же околии было 18 домохозяйств в 22 зданиях. По переписи 1926 года — 21 домохозяйство в 24 зданиях. В 1934 году — колиба Армянковци общины Белица околии Дреново Плевенской области, в которой по переписи было 24 домохозяйства в 26 жилых зданиях.
С 1949 года — в составе общины Белица Дряновской околии Горнооряховского округа, с 1951 года Тырновского округа. В январе 1959 года околии были ликвидированы, и колиба вошла в состав общины Белица Габровского округа, в феврале—марте 1959 года и с 1978 года — в общине Трявна.
С 1987 года — в Ловечской области, а с 1999 года — в Габровской области. В 1995 году колиба получила статус села.

## Население
| 1880 | 1887 | 1892 | 1900 | 1905 | 1910 | 1920 | 1926 | 1934 | 1946 | 1956 | 1965 | 1975 | 1985 | 1992 | 2001 | 2011 | 2021 |
| ---- | ---- | ---- | ---- | ---- | ---- | ---- | ---- | ---- | ---- | ---- | ---- | ---- | ---- | ---- | ---- | ---- | ---- |
| 113  | 111  | 99   | 120  | 114  | 134  | 133  | 132  | 151  | 143  | 114  | 44   | 18   | 6    | 1    | 2    | 1    | 3    |

### Национальный состав
В течение первых шести переписей 1880—1910 годов все переписанные были болгарами.

### Возрастно-половой состав
По переписи 2021 года в селе проживало 3 человека: 1 мужчина (возрастом 65—69 лет) и 2 женщины (возрастом 60—64 года и старше 85 лет), по переписи 2011 года — 1 человек (мужчина возрастом 55—59 лет).

## Политическая ситуация
Армянковци подчиняются непосредственно общине и не имеют своего кмета.
Кмет (мэр) общины Трявна — Сильвия Крыстева (ВМРО — Болгарское национальное движение).